# Helictopleurus ambiguus
Helictopleurus ambiguus är en skalbaggsart som beskrevs av Renaud Maurice Adrien Paulian och Yves Cambefort 1991. Helictopleurus ambiguus ingår i släktet Helictopleurus och familjen bladhorningar. Inga underarter finns listade i Catalogue of Life.